# Jens Koeppen

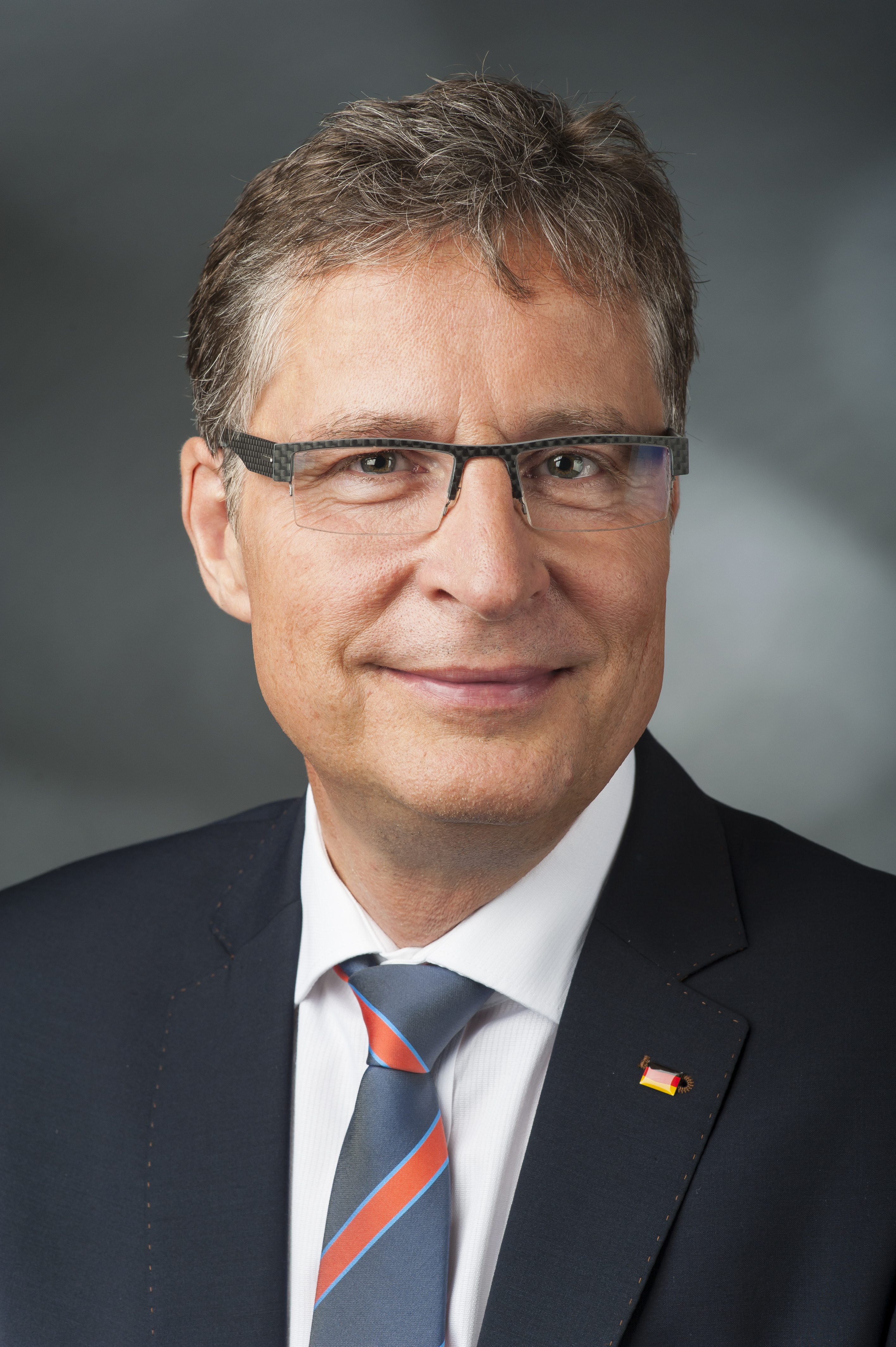
Jens Koeppen, 2014

Jens Koeppen (* 27. September 1962 in Zeitz, Bezirk Halle, DDR) ist ein deutscher Politiker (CDU) und Unternehmer. Er war von 2005 bis 2025 Abgeordneter im Deutschen Bundestag und dort von 2014 bis 2017 Vorsitzender des Ausschusses Digitale Agenda. Von 2019 bis 2025 war er Vorsitzender der Landesgruppe Brandenburg innerhalb der CDU/CSU-Bundestagsfraktion.

## Leben und Beruf
Nach dem Besuch der Polytechnischen Oberschule (POS) in Schwedt/Oder absolvierte Koeppen von 1979 bis 1981 im Petrolchemischen Kombinat Schwedt eine Lehre zum Elektrotechniker und legte 1986 die Meisterprüfung im Fachbereich Industrie-Elektrotechnik und 1991 im Bereich Elektroinstallationshandwerk ab. 1987 machte Koeppen eine Ausbildung zum Antennentechniker mit der Spezialfachrichtung Großgemeinschaftsantennenanlagen. Nach der Wende gründete Koeppen eine eigene Firma für Antennen- und Elektrotechnik in Schwedt.
Jens Koeppen ist evangelisch, in 2. Ehe verheiratet und Vater einer Tochter.

## Politik
Koeppen schloss sich 1989 dem Neuen Forum an und war dort Mitglied des Sprecherrates.
Er trat 1997 in die CDU ein und gehört seit 1999 dem Vorstand des CDU-Kreisverbandes Uckermark an; von 2001 bis 2022 war er der Vorsitzende des CDU-Kreisverbandes Uckermark. 2002 wurde er außerdem Mitglied im Landesvorstand der CDU Brandenburg und 2019 Mitglied im Präsidium. Von 2004 bis 2017 war er Vorsitzender des Landesfachausschusses Wirtschaft, Arbeit, Energie, Digitale Agenda.
1989 trat Koeppen als kooptiertes Mitglied in die Stadtverordnetenversammlung von Schwedt ein und übernahm dort den Vorsitz des Ausschusses zur Aufklärung von Amtsmissbrauch und Korruption.
Er gehört seit 2003 dem Kreistag des Landkreises Uckermark an und war von 2003 bis 2008 sowie von 2014 bis 2019 Mitglied der Gemeindevertretung von Berkholz-Meyenburg. Im Kreistag war Koeppen von 2003 bis 2005 Vorsitzender der CDU-Fraktion.
Bei der Landtagswahl in Brandenburg 2004 trat Koeppen im Wahlkreis Uckermark II als Direktkandidat an, verfehlte jedoch den Einzug in das Landesparlament.
Ab der Bundestagswahl 2005 war er Mitglied des Deutschen Bundestages. Koeppen war ordentliches Mitglied im Ausschuss für Klimaschutz und Energie und stellvertretendes Mitglied im Verkehrsausschuss. Ferner war er Vorstandsmitglied des Parlamentskreises Mittelstand (PKM) und hatte dort den Vorsitz der Kommission Handwerk inne.
Jens Koeppen zog 2005, 2009 und 2021 über die Landesliste Brandenburg in den Bundestag ein. Bei den Bundestagswahlen 2013 und 2017 gewann er das Direktmandat im Bundestagswahlkreis Uckermark – Barnim I.
2019 wurde er zum Vorsitzenden der Landesgruppe Brandenburg der CDU/CSU-Fraktion im Deutschen Bundestag gewählt.
Koeppen war ab 2005 Schriftführer im Deutschen Bundestag und von 2009 bis 2021 deren Obmann.
Bei der Bundestagswahl 2025 kandidierte er nicht erneut.

## Positionen

### Energiepolitik
Koeppen sieht den Ausbau der Windenergie kritisch. Er plädiert dafür höhere gesetzliche Mindestabstände für die Errichtung von Windenergieanlagen zur Wohnbebauungen einzuführen. Dieser Abstand müsse mindestens ein zehnfaches der Anlagenhöhe betragen. Als Begründung hierfür verweist er unter anderem auf angebliche gesundheitliche Schäden. Gesetzliche Ziele zum Klimaschutz möchte er hinter dieser Forderung zurückstellen. Greenpeace Deutschland bezeichnet Koeppen in seinem "Faktencheck Klimabremser - Die 31 schlimmsten Klimabremser der Großen Koalition" als einen der schärfsten Kritiker der Energiewende in Deutschland. Zudem führe er ein Quartett der Klimaschutz-Verweigerer in der CDU an, deren Mitglieder als einzige Abgeordnete der Großen Koalition sowohl gegen den Kohleausstieg in Deutschland als auch gegen das Klimapaket stimmten. In diesem Zusammenhang stimmte er im Juli 2022 als einer von zwei Unions-Abgeordneten im Bundestag gegen ein Gesetz zur Änderung des Windenergie-auf-See-Gesetzes.

### COVID-19-Pandemie
Am 11. Februar 2021 kritisierte Koeppen die Verlängerung des Lockdowns als rein politisch festgelegt, da es keinen empirischen Nachweis für dessen Wirksamkeit gäbe und es sich um eine überzogenen Maßnahme handle. Zudem sei die Zusammensetzung des wissenschaftlichen Beratergremiums, welcher das Kanzleramt berät, sehr einseitig.
Am 18. November 2021 stimmte er als einziger Abgeordneter seiner Fraktion gegen einen Entschließungsantrag der CDU/CSU-Bundestagsfraktion, der die „Feststellung des Fortbestehens der epidemischen Lage von nationaler Tragweite“ forderte. Am 10. Dezember 2021 war er einer von fünf Abgeordneten der Unionsfraktion, die gegen einen Gesetzentwurf der Regierungskoalition aus SPD, FDP und Bündnis 90/Die Grünen stimmten, der eine Pflicht zur Impfung gegen das Corona-Virus für Beschäftigte aus bestimmten Arbeitsfeldern vorsah. Am 12. Mai 2023 stimmte er als einziger Abgeordneter der Unionsfraktion gegen einen Antrag zum 75. Jahrestag der Weltgesundheitsorganisation, der unter anderem eine Stärkung und Reform der WHO vorsah.

### Russischer Überfall auf die Ukraine
Nach dem russischen Überfall auf die Ukraine stimmte er am 28. April 2022 als einziger Unionsabgeordneter gegen die Lieferung schwerer Waffen an die Ukraine.

## Mitgliedschaften
Koeppen ist Mitglied der Mittelstandsvereinigung der CDU/CSU, Rotary-Club Schwedt (Clubpräsident 2005), Wassersport PCK Schwedt e. V., SC Flemsdorfer Haie e. V., Schönower Sportverein e. V., Förderverein Brandenburgisches Konzertorchester Eberswalde e. V., Förderverein Uckermärkische Bühnen Schwedt e. V., Ehrenmitglied Kreisfeuerwehrverband Uckermark, Ehrenmitglied im deutsch-ungarischen Freundeskreis Eberswalde e. V. und Mitglied der überparteilichen Europa-Union Deutschland, die sich für ein föderales Europa und den europäischen Einigungsprozess einsetzt.